# Myrmosaga

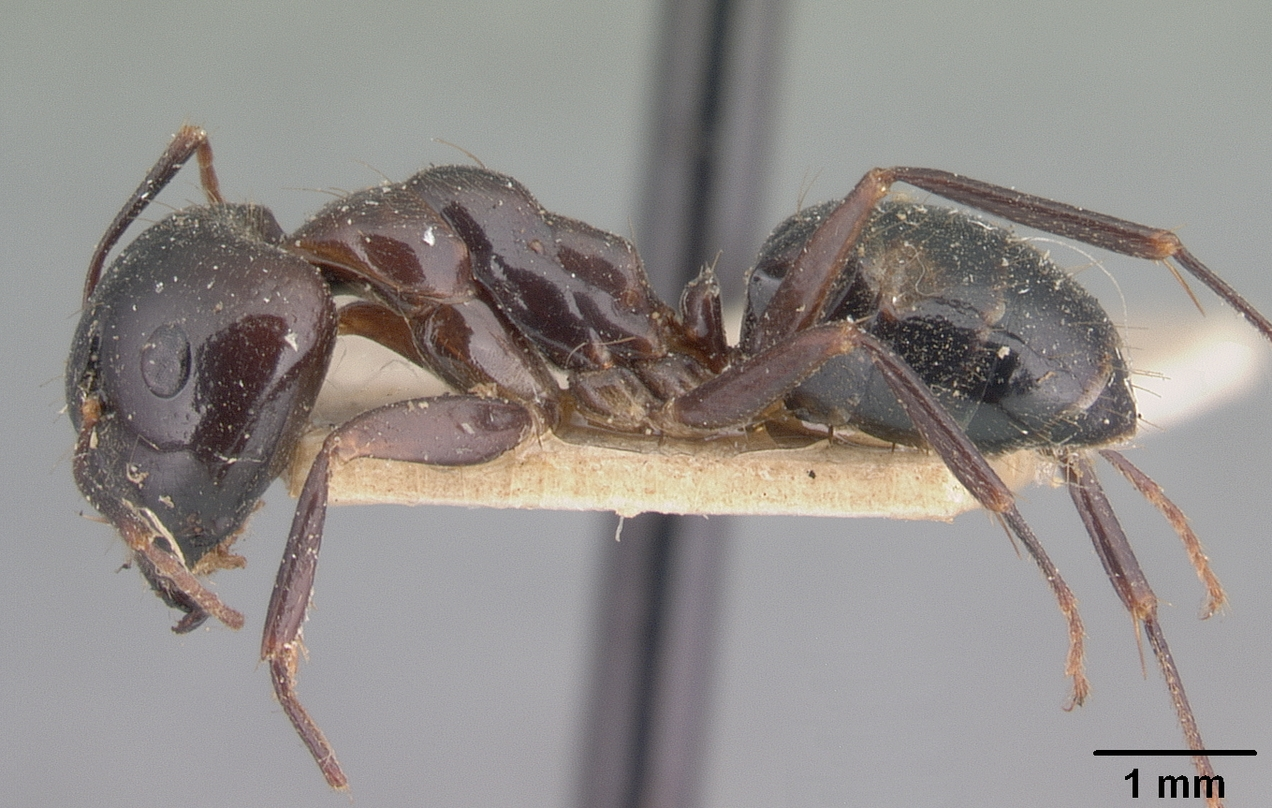
Муравей Camponotus gibber

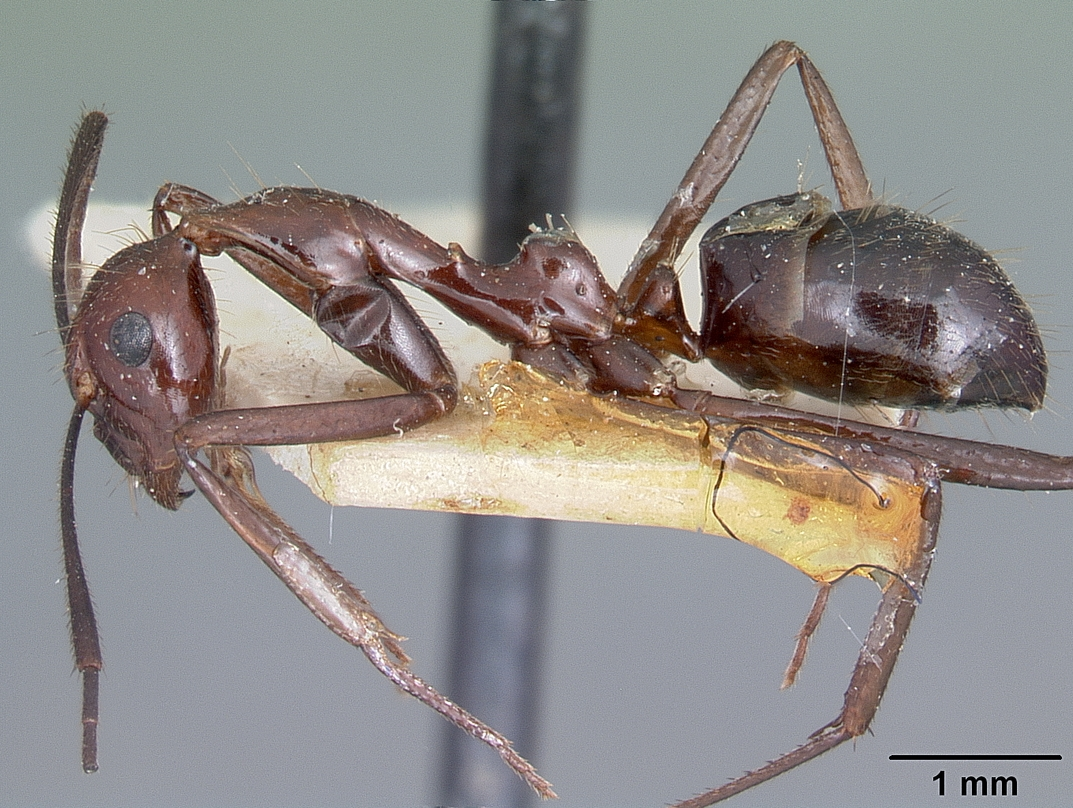
Муравей Camponotus imitator

Myrmosaga (лат.) — подрод муравьёв подсемейства формицины в составе рода Camponotus (Formicinae, Camponotini). Мадагаскар.

## Описание
Малые рабочие Myrmosaga обычно характеризуются сочетанием следующих морфологических признаков: наличник медиально окаймлен, мандибулы вооружены шестью зубцами, латеродорсальный угол мезосомы никогда не бывает краевым, узелок петиоля никогда не бывает коническим. Крупный рабочий (солдат) сходен с мелким рабочим, но характеризуется следующими отличительными признаками: более крупная, сердцевидная голова; менее выступающий глаз, не нарушающий боковой цефалический край; более коренастая мезосома; более сильные мандибулы (вооруженные по крайней мере семью зубцами и дентикулами); наличник с переднебоковым углом и прямым передним краем; усиковый скапус короче, максимум на 1/3 выступает за задний край головы; метанотум отчетливо заметен; узелок петиоля значительно выше длины (более уплощен передне-задне); больше прямых волосков на промезонотуме и стыке верхней и наклонной поверхностей проподеума. Усики длинные, у самок и рабочих 12-члениковые. Жвалы рабочих с 6 зубцами. Нижнечелюстные щупики 6-члениковые, нижнегубные щупики состоят из 4 сегментов. Голени средних и задних ног с одной апикальной шпорой. Стебелёк между грудкой и брюшком состоит из одного сегмента (петиоль). Рабочие полиморфные.

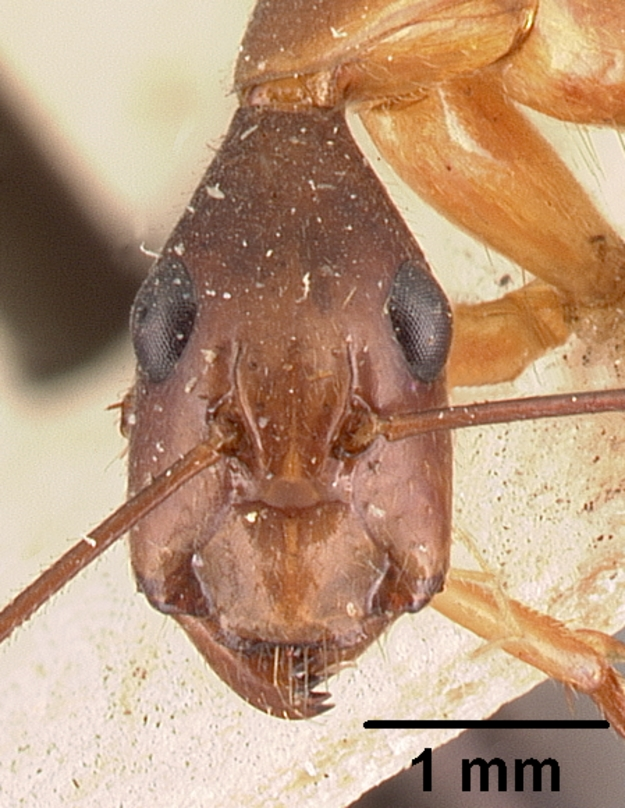
Рабочий Camponotus dufouri
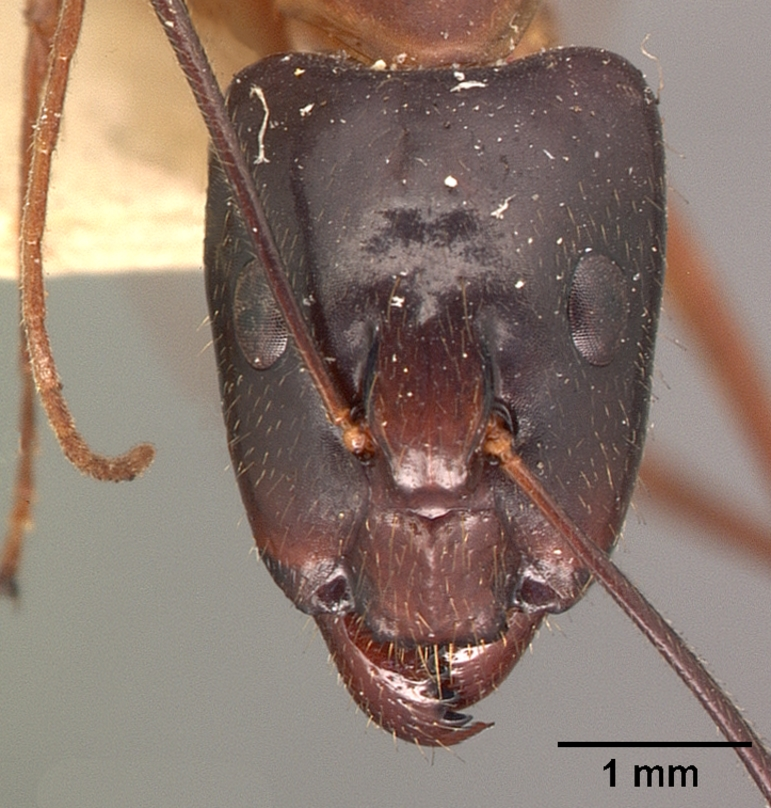
Солдат Camponotus dufouri

## Распространение
Представители подрода Myrmosaga встречаются только на Мадагаскаре и близлежащих островах юго-западной части Индийского океана. Они занимают все наземные экорегионы, встречающиеся в этом регионе.

## Систематика
Первоначально швейцарский мирмеколог Огюст Форель (1912) выделил Myrmosaga как отдельный подрод в составе Camponotus. Его синонимизация под Mayria итальянским энтомологом Карлом Эмери (1925) была основана на сходстве формы наличника, числа мандибулярных зубцов, формы мезосомы и петиоля. Оно также было основано на недостаточном количестве образцов и сравнительных исследованиях различных видов, принадлежащих к этим двум подродам. В 2022 году Ракотонирина и Фишер (2022) выявили множество признаков, позволяющих отличить Myrmosaga от Mayria и восстановили Myrmosaga из этой синонимии. Наблюдения за образцами, собранными в ходе обширной инвентаризации муравьиной фауны в Малагасийском регионе, выявили две отдельные группы. Одна группа включает виды Myrmosaga, а другая — виды, которые остаются в группе Mayria. Кроме того, Camponotus imitator, типовой вид подрода Myrmopytia (Emery, 1920), сгруппирован с видами Myrmosaga. Эта группировка также подтверждается молекулярным анализом с использованием филогенетических данных. Myrmopytia в 2022 году был синонимизирован под Myrmosaga. Три других вида (C. jodina, C. karaha и C. longicollis Rasoamanana, Csősz & Fisher, 2017), недавно описанные с Мадагаскара в составе Myrmopytia, предполагается, что будут перенесены в другой подрод (Rasoamanana). Представители Mayria различаются по сочетанию следующих признаков: на наличнике отсутствует срединный киль, его переднелатеральный угол закруглен; передний край переднеспинки сильно выпуклый при виде сбоку, образует округлый фланец и вытянут латерально, образуя тупой плечевой угол; при виде сбоку пронотальный диск прямоугольный с четкими боковыми краями; дорсум проподеума никогда не бывает вогнутым.
- Camponotus aina Rakotonirina & Fisher, 2022[2]
- Camponotus aro Rakotonirina & Fisher, 2022
- Camponotus asara Rakotonirina & Fisher, 2022
- Camponotus atimo Rakotonirina & Fisher, 2022
- Camponotus aurosus Roger, 1863
- Camponotus becki Santschi, 1923
- Camponotus bemaheva Rakotonirina & Fisher, 2022
- Camponotus boivini Forel, 1891
  - = Camponotus maculatus st. fairmairei Santschi, 1911a
- Camponotus bozaka Rakotonirina & Fisher, 2022
- Camponotus cemeryi Özdikmen, 2010
- Camponotus cervicalis Roger, 1863
  - = Camponotus gaullei Santschi, 1911a
  - = Camponotus perroti Forel, 1897
  - = Camponotus perroti aeschylus Forel, 1913
  - = Camponotus gerberti Donisthorpe, 1949
- Camponotus daraina Rakotonirina & Fisher, 2022
- Camponotus dufouri Forel, 1891
  - = Camponotus dufouri imerinensis Forel, 1891
- Camponotus gibber Forel, 1891
- Camponotus gouldi Forel, 1886a
- Camponotus hagensii Forel, 1886a
- Camponotus harenarum Rakotonirina & Fisher, 2022
- Camponotus hova Forel, 1891
  - = Camponotus hova var. obscuratus Emery, 1925
- Camponotus hovahovoides Forel, 1892
  - = Camponotus radamae var. hovoides Dalla Torre, 1893
- Camponotus imitator Forel, 1891
- Camponotus immaculatus Forel, 1892
  - = Camponotus quadrimaculatus opacata Emery, 1925
- Camponotus joany Rakotonirina & Fisher, 2022
- Camponotus karsti Rakotonirina & Fisher, 2022
- Camponotus kelimaso Rakotonirina & Fisher, 2022
- Camponotus liandia Rakotonirina & Fisher, 2018[7]
- Camponotus lokobe Rakotonirina & Fisher, 2022
- Camponotus lubbocki Forel, 1886b
  - = lubbocki christoides Forel, 1891
  - = lubbocki rectus Forel, 1891
- Camponotus mahafaly Rakotonirina & Fisher, 2022
- Camponotus mixtellus Forel, 1891
- Camponotus niavo Rakotonirina & Fisher, 2022
- Camponotus quadrimaculatus Forel, 1886a[8]
  - = Camponotus kelleri Forel, 1886b[9]
  - = Camponotus kelleri var. invalidus Forel, 1897
  - = Camponotus quadrimaculatus sellaris Emery, 1895
- Camponotus radamae Forel, 1891
- Camponotus roeseli Forel, 1910
  - = Camponotus maculatus st. legionarium Santschi, 1911b
- Camponotus rotrae Rakotonirina & Fisher, 2022
- Camponotus sambiranoensis Rakotonirina & Fisher, 2022
- Camponotus strangulatus Santschi, 1911a
  - = Camponotus hova maculatoides Emery, 1920b
- Camponotus tapia Rakotonirina & Fisher, 2022
- Camponotus tendryi Rakotonirina & Fisher, 2022
- Camponotus vano Rakotonirina & Fisher, 2022[2]